# Powiat Radomszczański
Der Powiat Radomszczański ist ein Powiat (Kreis) in der polnischen Woiwodschaft Łódź. Der Powiat hat eine Fläche von 1442,78 km², auf der 118.000 Einwohner leben.

## Gemeinden
Der Powiat umfasst 14 Gemeinden, davon eine Stadtgemeinde, zwei Stadt-und-Land-Gemeinden und elf Landgemeinden.

### Stadtgemeinde
- Radomsko

### Stadt-und-Land-Gemeinden
- Kamieńsk
- Przedbórz

### Landgemeinden
- Dobryszyce
- Gidle
- Gomunice
- Kobiele Wielkie
- Kodrąb
- Lgota Wielka
- Ładzice
- Masłowice
- Radomsko
- Wielgomłyny
- Żytno